# Kriangkrai Pimrat
Kriangkrai Pimrat (thailändisch เกรียงไกร พิมพ์รัตน์, * 20. Februar 1987 in Roi Et) ist ein thailändischer Fußballspieler.

## Karriere

### Verein
Kriangkrai Pimrat erlernte das Fußballspielen in der Jugendmannschaft des Erstligisten Chonburi FC in Chonburi. Hier unterschrieb er 2006 auch seinen ersten Vertrag. 2012 wechselte er zum Erstligisten Wuachon United. 2013 wurde der Verein in Songkhla United FC umbenannt. Zur Rückserie 2013 ging er zu dem ebenfalls in der Ersten Liga spielenden Pattaya United. Hier absolvierte er 13 Spiele. Nachdem Pattaya in die Zweite Liga abgestiegen war, verließ auch er den Verein. Er unterschrieb einen Vertrag in Suphan Buri beim Erstligisten Suphanburi FC. Bis Ende 2015 kam er nur neunmal zum Einsatz. PTT Rayong FC, ein Zweitligist aus Rayong, verpflichtete ihn 2016. Nach nur einem Jahr unterschrieb er 2017 einen Vertrag beim Navy FC in Sattahip. Mit der Navy stieg er 2018 aus der Thai League ab. Anfang 2019 wechselte er zum Erstligaaufsteiger Trat FC nach Trat. Am Ende der Saison 2020/21 musste er mit Trat als Tabellenvorletzter in die zweite Liga absteigen. Nach dem Abstieg verließ er Trat. Im Juni 2021 nahm ihn der Bangkoker Zweitligist Kasetsart FC unter Vertrag. Für den Hauptstadtverein bestritt er 28 Zweitligaspiele. Im August 2022 verpflichtete ihn der Erstligaabsteiger Samut Prakan City FC. Mit dem Verein aus Samut Prakan spielte er 15-mal in der zweiten Liga. Nach der Hinrunde 2022/23 wechselte er zum Drittligisten Banbueng FC. Mit dem Klub aus Chonburi spielt er in der Eastern Region der Liga.

### Nationalmannschaft
2009 spielte Kriangkrai Pimrat einmal in der thailändischen U-23-Nationalmannschaft. 

## Erfolge
Chonburi FC
- Thailändischer Pokalsieger: 2010
- Kor-Royal-Cup-Sieger: 2008, 2009, 2011